# 反意
反意或恐意是指對意大利人或意大利先人的負面態度。這種現象往往源自於反天主教情緒和就業保障問題，在19世紀末、20世紀初以及二戰後義大利人大量移民的許多國家都有不同程度的表現。 它的反面是Italophilia，即對義大利、義大利人民和文化的欽佩。

## 美國
美國反意情結始於19世紀末大量意大利人移民美國。在此之前，很多在17世紀移民北美的意大利人，都是地位較高的人物。